# 연규옥의 11시엔 OST
연규옥의 11시엔 OST는 CJB Joy FM에서 연규옥 아나운서가 진행하는 드라마, 영화 OST의 라디오 프로그램이다.
| CJB JOY FM                    |                     |                    |
| 이전                          | 연규옥의 11시엔 OST | 다음               |
| 아름다운 이 아침 김창완입니다 | 연규옥의 11시엔 OST | 최화정의 파워타임  |
| 오전 9시 ~ 오전 11시          | 오전 11시 ~ 낮 12시 | 낮 12시 ~ 오후 2시 |
|                               |                     |                    |